# Ремісниче училище
Ремісничі училища — нижчі професійні школи в УРСР і СРСР системи професійно-технічної освіти, які готували кваліфікованих робітників у різних ділянках промисловості, транспорту і зв'язку.
перші ремісничі училища створені у жовтні 1940 року за постановою Президії Верховної Ради СРСР «Про державні трудові резерви». Термін навчання 2—3 роки. Навчання теоретичне і практичне. За «Законом про зміцнення зв'язку школи з життям» ремісничі училища 1958—1964 перетворено на професійно-технічні училища.